# Bas-Saint-Esprit
Bas-Saint-Esprit  est une communauté acadienne sur la route 247 dans le comté de Richmond au Cap-Breton.